# William Kennedy (explorateur)
Pour les articles homonymes, voir William Kennedy et Kennedy.
William Kennedy (Cumberland House, Saskatchewan (en), avril 1814-Churchill (Manitoba), 25 janvier 1890) est un navigateur et explorateur écossais.

## Biographie
Fils d'un agent de la Compagnie de la Baie d'Hudson, Alexander Kennedy et d'une mère Cris, nommée Aggathas, il fait des études dans les îles Orcades (1827) avant de retourner au Canada en 1833 comme négociant en fourrures. Il y fait connaissance de sir John Franklin. Il travaille durant huit années pour la Compagnie de la Baie d'Hudson.
En 1851, parrainé par Jane Franklin, il commande le Prince Albert dans la seconde expédition partie à la recherche de son mari avec comme second Joseph René Bellot. Il explore ainsi toute la zone entre le détroit de Lancaster et l'île Melville, ce qui fait de ce voyage une importante réussite géographique. Il rentre en octobre 1852 en Angleterre sans avoir perdu un seul homme.
Il repart en 1853 à la tête de l'Isabel, toujours sous les auspices de Lady Franklin, pour explorer l'Arctique par le détroit de Béring, mais une mutinerie de l'équipage à Valparaiso met fin à l'aventure.
Revenu au Canada en 1856, il participe à la création d'un service de messagerie entre Toronto et la Colonie de la rivière Rouge où il s'installe comme commerçant en 1860 avec son frère.
Magistrat et membre du Conseil de l'Éducation du Manitoba, il fonde en 1879 la Société historique du Manitoba domiciliée à son adresse. Il participe aussi à la construction d'un chemin de fer à Churchill (Manitoba).

## Œuvre
- A Short Narrative of the Second Voyage of the Prince Albert, 1853